# The Co-operators
The Co-operators – kanadyjska firma ubezpieczeniowa z siedzibą w Oakville w Ontario; oferująca pełne spektrum świadczeń na wypadek powstania zdarzeń w życiu, zdrowiu i mieniu, a także opcje inwestycyjne. 
Powstała w 1945 w Saskatchewan z inicjatywy tamtejszych farmerów pszenicy, którzy po doświadczeniach dziesiątkującego rolnictwo Wielkiego Kryzysu, pragnęli lepiej zabezpieczyć się na przyszłość. Przez wiele początkowych lat farmerzy mieli podwójny zawód: po zejściu z pola sprzedawali polisy.
Roczny dochód brutto firmy wynosi 2.9 mld USD. Jej aktywa w całości pozostają w kanadyjskich rękach. 